# Picronarycia maculasquamosa
Picronarycia maculasquamosa is een vlinder uit de familie zakjesdragers (Psychidae). De wetenschappelijke naam van deze soort is voor het eerst geldig gepubliceerd in 2007 door Sobczyk & Mey.